# Stephanie Weis-Gerhardt
Stephanie Weis-Gerhardt (* 1950) ist eine deutsche Kommunalpolitikerin (Bündnis 90/Die Grünen) und Bürgermeisterin der Stadt Aachen sowie engagierte Umweltaktivistin.

## Leben und Wirken
Stephanie Weis-Gerhardt studierte vergleichende Literaturwissenschaften an der RWTH Aachen. Recht bald trat sie dann der Partei Bündnis 90/Die Grünen bei und engagierte sich besonders auf dem Gebiet des Umweltschutzes. Bei der Kommunalwahl 1989 schaffte sie den Sprung in den Rat der Stadt Aachen und wurde in der ersten Legislaturperiode von Oberbürgermeister Jürgen Linden (SPD) zusammen mit Dieter Philipp (CDU) in das Amt des Bürgermeisters gewählt.
Doch bereits 1991 legte sie ihr Amt nieder, nachdem sie ein Angebot als Projektmanagerin bei der Geoplan EDV – Gesellschaft für die Abfallwirtschaft mbH Aachen erhalten hatte und ihre Parteikollegin Margret Ortstein rückte für sie als Bürgermeisterin nach. Nach dem plötzlichen Tod der Aachener Unternehmerin Kathy Beys im Jahre 1995 gab Weis-Gerhardt dann diese Position auf und übernahm zusammen mit dem Ehemann und Witwer von Kathy Beys, Stephan Baldin, die noch von Kathy Beys 1988 gegründete Stiftung „Mensch und Natur“. Beide konzipierten diese Stiftung neu, entwickelten zeitgemäße Ziele und Projekte im Bereich der Nachhaltigkeit, verknüpften die Stiftung mit wichtigen Netzwerken und benannten sie jetzt um in Aachener Stiftung Kathy Beys.
Im Jahre 2008 verließ Weis-Gerhardt nach 13 Jahren die Stiftung und machte sich mit ihrer eigenen Firma „4links-Consulting“ mit Sitz in Aachen selbstständig. Mit dieser Nichtregierungsorganisation (NGO) bietet sie seitdem ein Netzwerkforum für Umweltaktivisten an, deren Schwerpunkt auf dem Umgang mit umweltverträglichen Systemen liegt und deren Ziel es ist, strukturelle Veränderungen einzufordern, um lebenserhaltende Ökosysteme zu bewahren. Darüber hinaus ist sie Mitglied im Expertenkomitee der World Resources-Forum Association. Ferner beteiligte sie sich an der Publikation: Die Grenzen des Denkens – wie wir sie mit System erkennen und überwinden können von Donella Meadows und Diana Wright.